# Llista d'asteroides/140601-140700
| Nom             | Designació provisional | Data de descobriment | Lloc de descobriment | Descobridor/s  |
| --------------- | ---------------------- | -------------------- | -------------------- | -------------- |
| 140601 -        | 2001 TP239             | 15 d'octubre de 2001 | Palomar              | NEAT           |
| 140602 -        | 2001 TU247             | 14 d'octubre de 2001 | Apache Point         | SDSS           |
| 140603 -        | 2001 UQ                | Emerald Lane         | L. Ball              |                |
| 140604 -        | 2001 UA3               | 16 d'octubre de 2001 | Socorro              | LINEAR         |
| 140605 -        | 2001 UG3               | 16 d'octubre de 2001 | Socorro              | LINEAR         |
| 140606 -        | 2001 UL3               | 16 d'octubre de 2001 | Socorro              | LINEAR         |
| 140607 -        | 2001 UC4               | 17 d'octubre de 2001 | Desert Eagle         | W. K. Y. Yeung |
| 140608 -        | 2001 UD4               | 17 d'octubre de 2001 | Desert Eagle         | W. K. Y. Yeung |
| 140609 -        | 2001 UE4               | 17 d'octubre de 2001 | Desert Eagle         | W. K. Y. Yeung |
| 140610 -        | 2001 UG5               | 19 d'octubre de 2001 | Bisei SG Center      | BATTeRS        |
| 140611 -        | 2001 UQ6               | 17 d'octubre de 2001 | Desert Eagle         | W. K. Y. Yeung |
| 140612 -        | 2001 UU6               | 18 d'octubre de 2001 | Desert Eagle         | W. K. Y. Yeung |
| 140613 -        | 2001 UX6               | 18 d'octubre de 2001 | Desert Eagle         | W. K. Y. Yeung |
| 140614 -        | 2001 UZ6               | 18 d'octubre de 2001 | Desert Eagle         | W. K. Y. Yeung |
| 140615 -        | 2001 UA7               | 18 d'octubre de 2001 | Desert Eagle         | W. K. Y. Yeung |
| 140616 -        | 2001 UC7               | 22 d'octubre de 2001 | Desert Eagle         | W. K. Y. Yeung |
| 140617 -        | 2001 UQ7               | 17 d'octubre de 2001 | Socorro              | LINEAR         |
| 140618 -        | 2001 UC9               | 17 d'octubre de 2001 | Socorro              | LINEAR         |
| 140619 -        | 2001 UG9               | 17 d'octubre de 2001 | Socorro              | LINEAR         |
| 140620 -        | 2001 UN10              | 21 d'octubre de 2001 | Desert Eagle         | W. K. Y. Yeung |
| 140621 -        | 2001 UQ10              | 21 d'octubre de 2001 | Desert Eagle         | W. K. Y. Yeung |
| 140622 -        | 2001 UO12              | 24 d'octubre de 2001 | Desert Eagle         | W. K. Y. Yeung |
| 140623 -        | 2001 UR12              | 24 d'octubre de 2001 | Desert Eagle         | W. K. Y. Yeung |
| 140624 -        | 2001 UY12              | 24 d'octubre de 2001 | Desert Eagle         | W. K. Y. Yeung |
| 140625 -        | 2001 UZ12              | 24 d'octubre de 2001 | Desert Eagle         | W. K. Y. Yeung |
| 140626 -        | 2001 UC13              | 24 d'octubre de 2001 | Desert Eagle         | W. K. Y. Yeung |
| 140627 -        | 2001 UR13              | 24 d'octubre de 2001 | Desert Eagle         | W. K. Y. Yeung |
| 140628 Klaipeda | 2001 UM14              | 20 d'octubre de 2001 | Moletai              | MAO            |
| 140629 -        | 2001 UU14              | 24 d'octubre de 2001 | Desert Eagle         | W. K. Y. Yeung |
| 140630 -        | 2001 UY14              | 24 d'octubre de 2001 | Desert Eagle         | W. K. Y. Yeung |
| 140631 -        | 2001 UV15              | 25 d'octubre de 2001 | Desert Eagle         | W. K. Y. Yeung |
| 140632 -        | 2001 UQ17              | 26 d'octubre de 2001 | Emerald Lane         | L. Ball        |
| 140633 -        | 2001 UR17              | 26 d'octubre de 2001 | Emerald Lane         | L. Ball        |
| 140634 -        | 2001 UY18              | 16 d'octubre de 2001 | Palomar              | NEAT           |
| 140635 -        | 2001 UY19              | 16 d'octubre de 2001 | Palomar              | NEAT           |
| 140636 -        | 2001 UB21              | 17 d'octubre de 2001 | Socorro              | LINEAR         |
| 140637 -        | 2001 UX21              | 17 d'octubre de 2001 | Socorro              | LINEAR         |
| 140638 -        | 2001 UB22              | 17 d'octubre de 2001 | Socorro              | LINEAR         |
| 140639 -        | 2001 UQ22              | 17 d'octubre de 2001 | Socorro              | LINEAR         |
| 140640 -        | 2001 UO23              | 18 d'octubre de 2001 | Socorro              | LINEAR         |
| 140641 -        | 2001 UP25              | 18 d'octubre de 2001 | Socorro              | LINEAR         |
| 140642 -        | 2001 US25              | 18 d'octubre de 2001 | Socorro              | LINEAR         |
| 140643 -        | 2001 UW25              | 18 d'octubre de 2001 | Socorro              | LINEAR         |
| 140644 -        | 2001 UL26              | 18 d'octubre de 2001 | Socorro              | LINEAR         |
| 140645 -        | 2001 UO26              | 18 d'octubre de 2001 | Socorro              | LINEAR         |
| 140646 -        | 2001 UX28              | 16 d'octubre de 2001 | Socorro              | LINEAR         |
| 140647 -        | 2001 UM29              | 16 d'octubre de 2001 | Socorro              | LINEAR         |
| 140648 -        | 2001 UN30              | 16 d'octubre de 2001 | Socorro              | LINEAR         |
| 140649 -        | 2001 US30              | 16 d'octubre de 2001 | Socorro              | LINEAR         |
| 140650 -        | 2001 UZ31              | 16 d'octubre de 2001 | Socorro              | LINEAR         |
| 140651 -        | 2001 UU32              | 16 d'octubre de 2001 | Socorro              | LINEAR         |
| 140652 -        | 2001 UX33              | 16 d'octubre de 2001 | Socorro              | LINEAR         |
| 140653 -        | 2001 UC35              | 16 d'octubre de 2001 | Socorro              | LINEAR         |
| 140654 -        | 2001 UQ36              | 16 d'octubre de 2001 | Socorro              | LINEAR         |
| 140655 -        | 2001 UA37              | 16 d'octubre de 2001 | Socorro              | LINEAR         |
| 140656 -        | 2001 UT37              | 17 d'octubre de 2001 | Socorro              | LINEAR         |
| 140657 -        | 2001 UC39              | 17 d'octubre de 2001 | Socorro              | LINEAR         |
| 140658 -        | 2001 UL39              | 17 d'octubre de 2001 | Socorro              | LINEAR         |
| 140659 -        | 2001 US39              | 17 d'octubre de 2001 | Socorro              | LINEAR         |
| 140660 -        | 2001 UH42              | 17 d'octubre de 2001 | Socorro              | LINEAR         |
| 140661 -        | 2001 UY42              | 17 d'octubre de 2001 | Socorro              | LINEAR         |
| 140662 -        | 2001 UU43              | 17 d'octubre de 2001 | Socorro              | LINEAR         |
| 140663 -        | 2001 UN44              | 17 d'octubre de 2001 | Socorro              | LINEAR         |
| 140664 -        | 2001 UG45              | 17 d'octubre de 2001 | Socorro              | LINEAR         |
| 140665 -        | 2001 UH45              | 17 d'octubre de 2001 | Socorro              | LINEAR         |
| 140666 -        | 2001 UO46              | 17 d'octubre de 2001 | Socorro              | LINEAR         |
| 140667 -        | 2001 UT47              | 17 d'octubre de 2001 | Socorro              | LINEAR         |
| 140668 -        | 2001 UG48              | 17 d'octubre de 2001 | Socorro              | LINEAR         |
| 140669 -        | 2001 UV48              | 17 d'octubre de 2001 | Socorro              | LINEAR         |
| 140670 -        | 2001 UY48              | 17 d'octubre de 2001 | Socorro              | LINEAR         |
| 140671 -        | 2001 UR49              | 17 d'octubre de 2001 | Socorro              | LINEAR         |
| 140672 -        | 2001 UH50              | 17 d'octubre de 2001 | Socorro              | LINEAR         |
| 140673 -        | 2001 UK50              | 17 d'octubre de 2001 | Socorro              | LINEAR         |
| 140674 -        | 2001 UX50              | 17 d'octubre de 2001 | Socorro              | LINEAR         |
| 140675 -        | 2001 UR51              | 17 d'octubre de 2001 | Socorro              | LINEAR         |
| 140676 -        | 2001 UY51              | 17 d'octubre de 2001 | Socorro              | LINEAR         |
| 140677 -        | 2001 UZ51              | 17 d'octubre de 2001 | Socorro              | LINEAR         |
| 140678 -        | 2001 UC52              | 17 d'octubre de 2001 | Socorro              | LINEAR         |
| 140679 -        | 2001 US52              | 17 d'octubre de 2001 | Socorro              | LINEAR         |
| 140680 -        | 2001 UC53              | 17 d'octubre de 2001 | Socorro              | LINEAR         |
| 140681 -        | 2001 UL53              | 17 d'octubre de 2001 | Socorro              | LINEAR         |
| 140682 -        | 2001 UA54              | 17 d'octubre de 2001 | Socorro              | LINEAR         |
| 140683 -        | 2001 UH54              | 18 d'octubre de 2001 | Socorro              | LINEAR         |
| 140684 -        | 2001 UW54              | 16 d'octubre de 2001 | Socorro              | LINEAR         |
| 140685 -        | 2001 UA55              | 16 d'octubre de 2001 | Socorro              | LINEAR         |
| 140686 -        | 2001 UU55              | 17 d'octubre de 2001 | Socorro              | LINEAR         |
| 140687 -        | 2001 UX55              | 17 d'octubre de 2001 | Socorro              | LINEAR         |
| 140688 -        | 2001 UE57              | 17 d'octubre de 2001 | Socorro              | LINEAR         |
| 140689 -        | 2001 UW58              | 17 d'octubre de 2001 | Socorro              | LINEAR         |
| 140690 -        | 2001 UO61              | 17 d'octubre de 2001 | Socorro              | LINEAR         |
| 140691 -        | 2001 UZ63              | 18 d'octubre de 2001 | Socorro              | LINEAR         |
| 140692 -        | 2001 UF65              | 18 d'octubre de 2001 | Socorro              | LINEAR         |
| 140693 -        | 2001 UN65              | 18 d'octubre de 2001 | Socorro              | LINEAR         |
| 140694 -        | 2001 UD66              | 18 d'octubre de 2001 | Socorro              | LINEAR         |
| 140695 -        | 2001 UD71              | 17 d'octubre de 2001 | Kitt Peak            | Spacewatch     |
| 140696 -        | 2001 UV72              | 16 d'octubre de 2001 | Socorro              | LINEAR         |
| 140697 -        | 2001 UG73              | 17 d'octubre de 2001 | Socorro              | LINEAR         |
| 140698 -        | 2001 UO73              | 17 d'octubre de 2001 | Socorro              | LINEAR         |
| 140699 -        | 2001 UL74              | 17 d'octubre de 2001 | Socorro              | LINEAR         |
| 140700 -        | 2001 UW74              | 17 d'octubre de 2001 | Socorro              | LINEAR         |